# 34675 Feldbush
34675 Feldbush este o planetă minoră (asteroid) din centura de asteroizi. A fost descoperită pe 30 decembrie 2000 la Experimental Test Site⁠(d) de Lincoln Near-Earth Asteroid Research. 
Obiectul prezintă o orbită caracterizată de o semiaxă mare de 2,4619893 UAi, o excentricitate de 0,13, o înclinație de 3,88457 ° în raport cu ecliptica.